# Moenkhausia comma
Moenkhausia comma är en fiskart som beskrevs av Eigenmann, 1908. Moenkhausia comma ingår i släktet Moenkhausia och familjen Characidae. Inga underarter finns listade i Catalogue of Life.